# 小森結梨
小森結梨（日语：小森 結梨，2月22日—）是日本女性聲優，東京俳優生活協同組合所屬。

## 經歷
2020年4月加入東京俳優生活協同組合。
2023年4月6日開設個人Twitter帳號，同時公佈為《偶像大師 灰姑娘女孩 U149》當中的古賀小春配音。

## 出演作品
※粗體字為主要角色

### 電視動畫
2022年
- RPG不動產（糰子魔物A、ミモ）

2023年
- 偶像大師 灰姑娘女孩 U149（古賀小春[4]）

### OVA
2023年
- 偶像大師 灰姑娘女孩 U149（古賀小春）※Blu-ray第4卷收錄

### 遊戲
2021年
- 為了誰的鍊金術師（ユラ）
- 棕色塵埃（アルムー）
- 動物朋友3（北極狐）

2023年
- 偶像大師 灰姑娘女孩 星光舞台（古賀小春）

## 外部連結
- 小森 結梨 - 俳協 （页面存档备份，存于）
- 小森結梨的X（前Twitter）